# Port lotniczy Karakorum
Port Lotniczy Karakorum (IATA: KHR, ICAO: ZMHH) – port lotniczy w Karakorum, w ajmaku południowochangajskim, w Mongolii.